# 昌瓦河
昌瓦河（俄语：Чаньва），是俄羅斯的河流，位於該國西部彼爾姆邊疆區，屬於亞伊瓦河的左支流，河道寬15至30公里，河道全長70公里，流域面積733平方公里。